# ديريك جونسون
ديريك جونسون (بالإسبانية: Derrick Johnson)‏ (28 يوليو 1989 في كوستاريكا - ) هو مدرب كرة قدم ولاعب كرة قدم كوستاريكي في مركز الدفاع. شارك مع منتخب كوستاريكا تحت 20 سنة لكرة القدم. أما مع النوادي، فقد لعب مع Limón F.C. ‏ وA.D.F. Siquirres ‏ ونادي هيريديانو.

## وصلات خارجية
- ديريك جونسون على موقع قاعدة بيانات كرة القدم.إي يو (الإنجليزية)
- ديريك جونسون على موقع Soccerway.com (الإنجليزية)